# 裴谒之
裴谒之（?—?），字士敬，北齐官员，河东郡闻喜县（今山西省运城市闻喜县）人，裴佗第六子，出自河东裴氏定著五房之一的西眷裴。
裴谒之年轻时有志节，喜欢直言。齐文宣帝末年昏暴放纵，朝臣没有人敢劝谏。裴谒之上书正谏，言语非常切直。文宣帝将要杀他，白刃临颈，裴谒之辞色不变。文宣帝说：“傻汉子怎敢如此！”杨愔说：“望陛下放了他，以取后世名。”文宣帝投刀叹道：“这小子想让我杀了他以取后世之名，我就是不让你成名。”派人送出。北齐灭亡，裴谒之在壶关县令任上去世。